# Helmut Haller
Helmut Haller (ur. 21 lipca 1939 w Augsburgu, zm. 11 października 2012 tamże) – niemiecki piłkarz grający na pozycji napastnika. Srebrny medalista MŚ 1966 i brązowy MŚ 1970.
Był wychowankiem klubu z rodzinnego miasta – FC Augsburg – i w tym zespole debiutował dorosłym futbolu. W 1962 wyjechał do Włoch i został zawodnikiem Bologna FC. W 1968 przeszedł do Juventusu. Trzykrotnie był mistrzem Włoch, raz w barwach Bolonii (1964), dwukrotnie Juve (1972 i 1973). W 1973 wrócił do Augsburga i macierzystego zespołu. Karierę zakończył w 1979.
W reprezentacji RFN debiutował 24 września 1958 w meczu z Danią. Do 1970 rozegrał w kadrze 33 spotkania i strzelił 13 bramek. Podczas trzech turniejów finałowych mistrzostw świata (1962, 1966, 1970) wystąpił w 9 spotkaniach i zdobył 6 bramek – wszystkie w 1966 roku. Na liście najlepszych strzelców wyprzedził go jedynie Eusébio. Gola zdobył także w finale, po jego zakończeniu zabrał piłkę, którą rozgrywano mecz. Do Anglii futbolówka wróciła w 1996.